# Chavarzaq
Chavarzaq (újperzsa nyelven: چورزق) város Iránban, az ország északnyugati részén fekvő Zandzsán tartomány északkeleti részén fekvő Tárom megyében található. A 2011 évi népszámláláskor 2100 lakosa volt, míg 2006-ban még 2343 fős lakossága volt. A város polgármestere Hassan Abbasi.

## Fekvése
Szoltánijetől északra fekvő település.

## Leírása
Az 510 méter magasságban fekvő kis város lakói főleg mezőgazdasággal foglalkoznak. A földeken főleg olívát, őszibarackot, gránátalmát, burgonyát, fokhagymát, hagymát termesztenek.

## Fordítás
- Ez a szócikk részben vagy egészben  a   Chavarzaq című angol Wikipédia-szócikk ezen változatának fordításán alapul.  Az eredeti cikk szerkesztőit annak laptörténete sorolja fel. Ez a jelzés csupán a megfogalmazás eredetét és a szerzői jogokat jelzi, nem szolgál a cikkben szereplő információk forrásmegjelöléseként.
- Ez a szócikk részben vagy egészben  a(z)   چورزق című perzsa Wikipédia-szócikk ezen változatának fordításán alapul.  Az eredeti cikk szerkesztőit annak laptörténete sorolja fel. Ez a jelzés csupán a megfogalmazás eredetét és a szerzői jogokat jelzi, nem szolgál a cikkben szereplő információk forrásmegjelöléseként.

1. ↑  جمعیت به تفکیک تقسیمات کشوری (perzsa nyelven). (Hozzáférés: 2023. október 29.)